# 長町 (名古屋市)
長町（ながまち）は、かつて愛知県名古屋市中川区にあった地名。

## 歴史

### 沿革
- 1960年（昭和35年）3月5日 - 中川区八熊町の一部により、同区長町が成立[3]。
- 1981年（昭和56年）9月6日 - 中川区八熊一丁目・尾頭橋一丁目にそれぞれ編入され消滅[3]。